# Wacław Jeżółkowski
Wacław Jeżółkowski (ur. w 1904 roku – zamordowany w egzekucji 31 maja 1943 roku) – polski nauczyciel, żołnierz Armii Krajowej, członek Tajnej Organizacji Nauczycielskiej.
Był nauczycielem Szkoły Powszechnej w Karolinie. Aresztowany wiosną 1943 r., przewieziony został do Fortu III, bestialsko torturowany, powieszony razem z Hilarym Pilitowskim.